# Дикинсон (округ, Мичиган)
Ди́кинсон (англ. Dickinson County) — округ в штате Мичиган, США. Официально образован в 1891 году. По состоянию на 2010 год, численность населения составляла 26 168 человек. Округ назван в честь бывшего генерального почтмейстера США Дональда Дикинсона.

## География
По данным Бюро переписи США, общая площадь округа равняется 2 012,562 км2, из которых 1 972,028 км2 суша и 15,650 км2 или 2,050 % это водоёмы.

## Население
По данным переписи населения 2010 года в округе проживает 26 168 жителей в составе 11 359 домашних хозяйств и 7 320 семей. Плотность населения составляет 13,30 человек на км2. На территории округа насчитывается 13 990 жилых строений, при плотности застройки около 7,10-ти строений на км2. Расовый состав населения: белые — 97,20 %, афроамериканцы — 0,60 %, коренные американцы (индейцы) — 0,50 %, азиаты — 0,30 %, гавайцы — 0,00 %, представители других рас — 0,20 %, представители двух или более рас — 1,20 %. Испаноязычные составляли 1,00 % населения независимо от расы.
В составе 26,50 % из общего числа домашних хозяйств проживают дети в возрасте до 18 лет, 51,00 % домашних хозяйств представляют собой супружеские пары проживающие вместе, 9,00 % домашних хозяйств представляют собой одиноких женщин без супруга, 35,60 % домашних хозяйств не имеют отношения к семьям, 0,00 % домашних хозяйств состоят из одного человека, 0,00 % домашних хозяйств состоят из престарелых (65 лет и старше), проживающих в одиночестве. Средний размер домашнего хозяйства составляет 2,26 человека, и средний размер семьи 2,80 человека.
Возрастной состав округа: 21,40 % моложе 18 лет, 6,70 % от 18 до 24, 21,30 % от 25 до 44, 31,60 % от 45 до 64 и 31,60 % от 65 и старше. Средний возраст жителя округа 45 лет. На каждые 100 женщин приходится 0,00 мужчин. На каждые 100 женщин старше 18 лет приходится 0,00 мужчин.
Средний доход на домохозяйство в округе составлял 42 331 USD, на семью — 52 222 USD. Среднестатистический заработок мужчины был 31 402 USD против 14 957 USD для женщины. Доход на душу населения составлял 22 583 USD. Около 3,40 % семей и 10,90 % общего населения находились ниже черты бедности, в том числе — 11,40 % молодежи (тех, кому ещё не исполнилось 18 лет) и 11,30 % тех, кому было уже больше 65 лет.
К самым крупным городам округа относятся: Айрон Маунтин, Кингсфорд, Норвегия.